# Куклино (Думіницький район)
Куклино (рос. Куклино) — присілок в Думіницькому районі Калузької області Російської Федерації.
Населення становить 15 осіб. Входить до складу муніципального утворення Присілок Маслово.

## Історія
Від 2004 року входить до складу муніципального утворення Присілок Маслово.

## Населення
| 2002 | 2010 |
| ---- | ---- |
| 20   | ↘15  |